# Ždírecký Důl
Ždírecký Důl (německy Siertschergrund) je malá vesnice a část obce Ždírec v okrese Česká Lípa. Nachází se asi 1,5 kilometru západně od Ždírce. Ždírecký Důl leží v katastrálním území Ždírec v Podbezdězí o výměře 5,44 km².

## Historie
První písemná zmínka o vesnici pochází z roku 1437.

## Obyvatelstvo
Při sčítání lidu v roce 1921 ve vsi žilo 38 obyvatel (z toho dvacet mužů) německé národnosti a římskokatolického vyznání. Podle sčítání lidu z roku 1930 měla osada 36 obyvatel německé národnosti. Kromě jednoho člena nezjišťovaných církví byli římskými katolíky.

## Pamětihodnosti
- zemědělský dvůr čp. 3

## Další fotografie

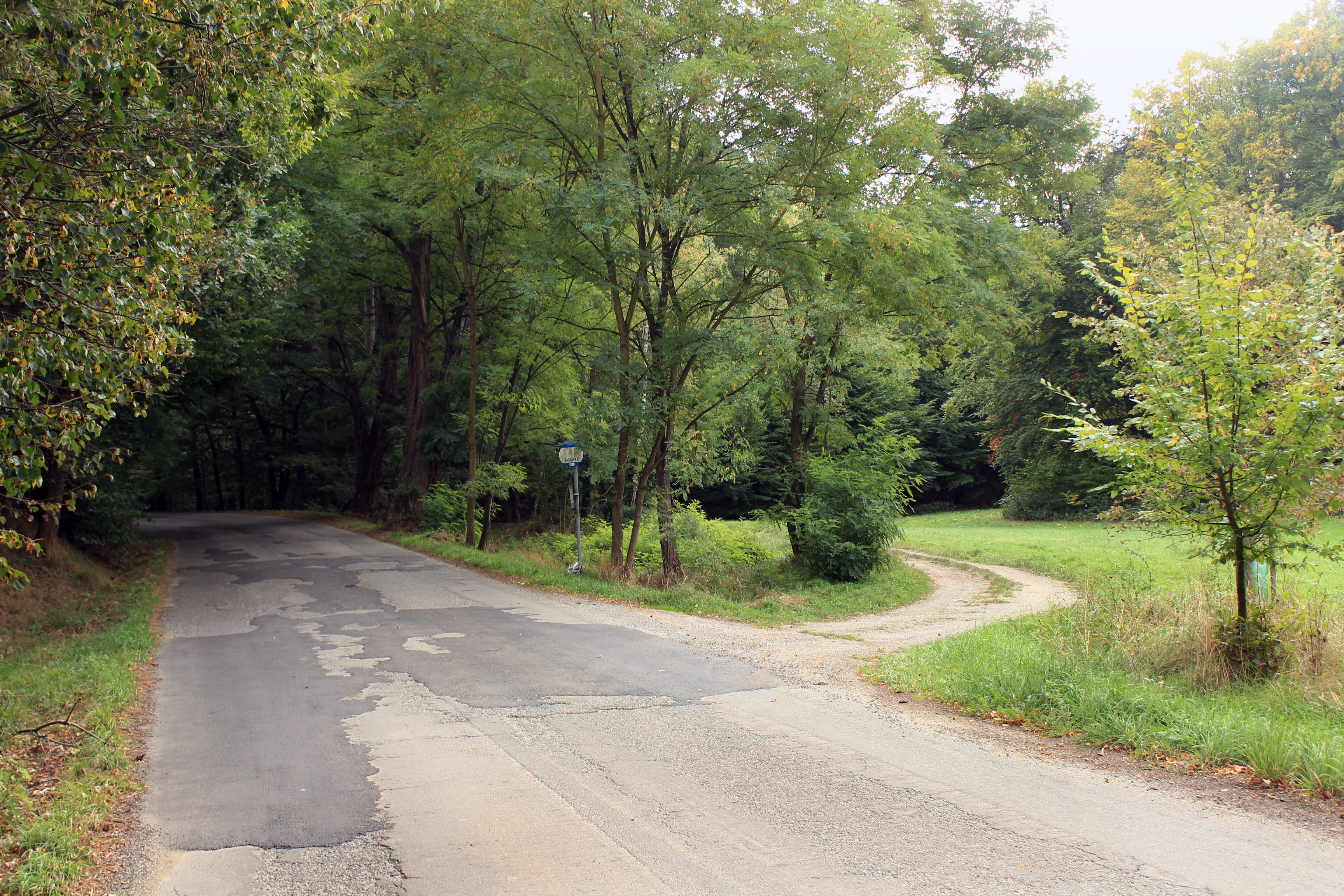
Autobusová zastávka
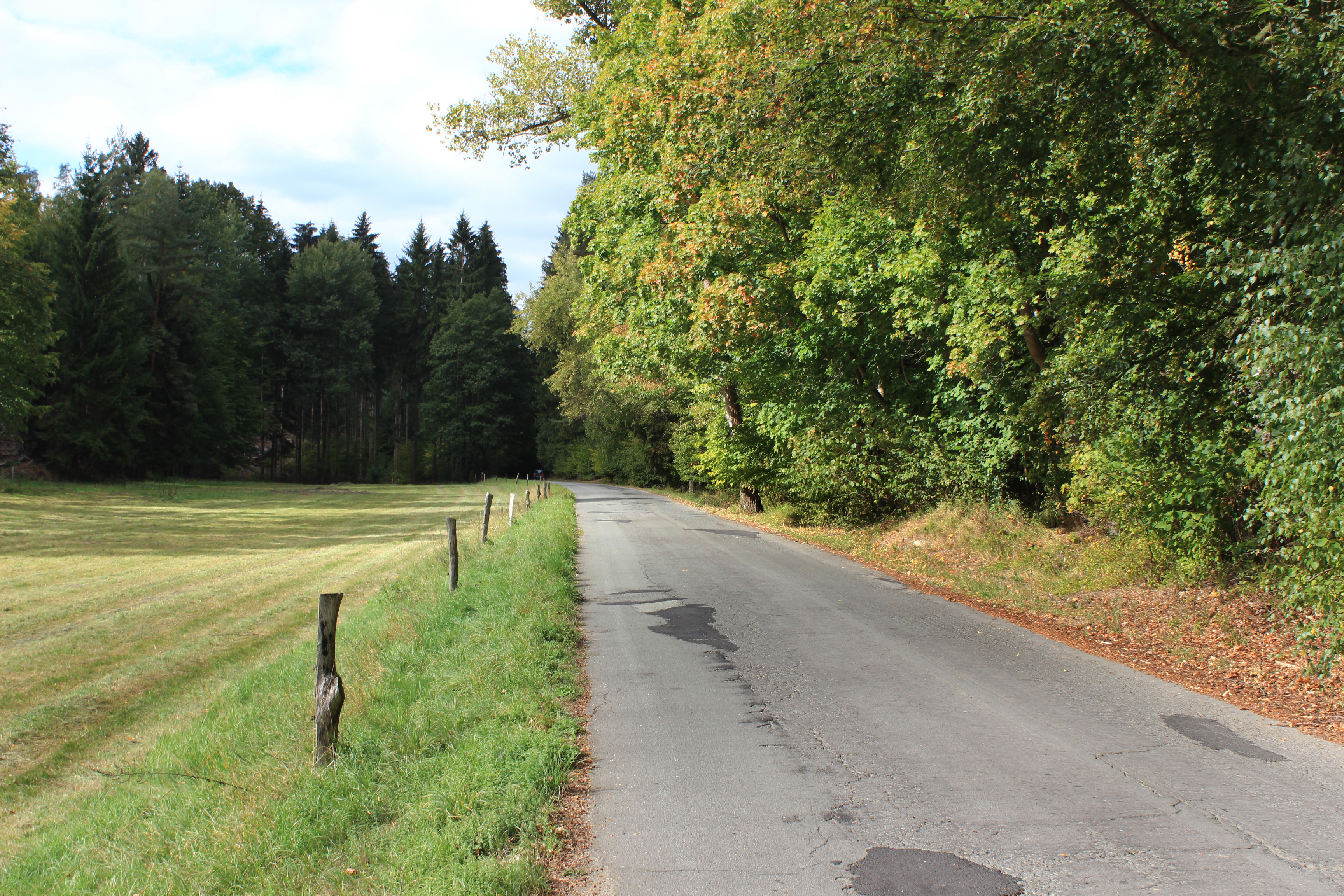
Silnice u vsi